# Religioni in eSwatini
Il cristianesimo è la religione più diffusa in eSwatini, ma sulla consistenza dei gruppi religiosi vi sono stime differenti. Secondo una statistica del 2010, i cristiani rappresentano il 78,5% circa della popolazione; il 18,8% circa della popolazione segue le religioni africane tradizionali; l'1,5% circa della popolazione segue altre religioni e l'1,2% circa della popolazione non segue alcuna religione. Secondo una stima del 2014, i cristiani sono l'80% della popolazione, mentre il restante 20% segue le religioni africane tradizionali. Una stima del 2015 dà invece i cristiani al 90% della popolazione e l'islam al 2% della popolazione, mentre il restante 8% della popolazione comprende coloro che seguono altre religioni (comprese le religioni africane) e coloro che non seguono alcuna religione. Una stima dell'Association of Religion Data Archives (ARDA) riferita al 2020 dà i cristiani all'87,4% circa della popolazione e coloro che seguono le religioni africane al 10,2% circa della popolazione, mentre l'1,2% circa della popolazione segue altre religioni e l'1,2% circa della popolazione non segue alcuna religione.

## Religioni presenti

### Cristianesimo
Secondo la citata stima del 2015, la maggioranza dei cristiani (il 40% della popolazione) appartiene alle Chiese indipendenti africane; i protestanti e i cristiani di altre denominazioni rappresentano il 30% della popolazione, mentre i cattolici rappresentano il 20% della popolazione. Secondo altre stime, i protestanti costituiscono invece la maggioranza dei cristiani rappresentando il 35% della popolazione; seguono le Chiese indipendenti africane (il 30% della popolazione) e infine i cattolici (il 25% della popolazione).
Come in Sudafrica, anche in eSwatini sono presenti alcune Chiese cristiane indipendenti che si sono staccate da altre denominazioni cristiane, principalmente protestanti; la maggiore di queste Chiese è la AmaZioni.
Fra i gruppi protestanti, il più numeroso è costituito dai metodisti; sono inoltre presenti gli anglicani, i calvinisti (rappresentati dalla Chiesa riformata dello Swaziland), i luterani, i mennoniti, i pentecostali, i battisti e gli avventisti del settimo giorno. 
La Chiesa cattolica è presente in eSwatini con una sola diocesi, la diocesi di Manzini. 
Fra i cristiani di altre denominazioni, sono presenti la Chiesa di Gesù Cristo dei Santi degli Ultimi Giorni (i Mormoni) e i Testimoni di Geova.

### Religioni africane
La religione africana tradizionale di eSwatini è basata sulle credenze del popolo Swazi. Analogamente ad altre religioni indigene animiste, gli Swazi credono in una divinità suprema (chiamata Mvelincanti) e negli spiriti. In particolare è importante il culto rivolto ai propri antenati, che fanno da intermediari con la divinità e proteggono i loro discendenti. In occasione di nascite, matrimoni e morti vengono eseguiti rituali a livello familiare, che comprendono sacrifici di animali. Ogni anno viene eseguito a livello nazionale, con la partecipazione del re, il rito incwala, per ringraziare gli antenati per i buoni raccolti e pregare per una buona pioggia nell'anno a venire. La religione tradizionale è spesso praticata insieme al cristianesimo, creando una forma di sincretismo religioso.

### Altre religioni
In eSwatini sono presenti gruppi di seguaci dell'islam, del bahaismo, del buddhismo, dell'induismo e dell'ebraismo.